# آن باترسون
آن وودز باترسون (بالإنجليزية: Anne Woods Patterson)‏ (مواليد 1949 -) هي دبلوماسية أمريكية وموظفة في خدمة الخارجية، شغلت منصب مساعد وزير الخارجية لشؤون الشرق الأدنى من 2013 إلى 2017. عملت سابقًا سفيرة الولايات المتحدة في مصر حتى عام 2013 وسفيرة الولايات المتحدة في باكستان من يوليو 2007 إلى أكتوبر 2010.